# Хмарский, Андрей Иванович
Андрей Иванович Хмарский (род. 23 мая 1943) — советский легкоатлет, специалист по прыжкам в высоту. Выступал за сборную СССР по лёгкой атлетике в 1960-х годах, чемпион СССР, победитель и призёр первенств всесоюзного значения, участник чемпионата Европы в Будапеште.

## Биография
Андрей Хмарский родился 23 мая 1943 года. Занимался лёгкой атлетикой в Одессе, Днепропетровске и Ленинграде, выступал за физкультурно-спортивное общество «Динамо» и Советскую Армию.
Впервые заявил о себе на всесоюзном уровне в сезоне 1961 года, когда на соревнованиях в Киеве показал лучший результат сезона в СССР в прыжках в высоту в закрытых помещениях среди спортсменов до 19 лет — 1,95 метра.
Первого серьёзного успеха на всесоюзном уровне добился в сезоне 1965 года, когда на чемпионате СССР в Алма-Ате с результатом 2,13 превзошёл всех соперников в зачёте прыжков в высоту и завоевал золотую награду.
В 1966 году на чемпионате СССР в Днепропетровске прыгнул на 2,05 метра и стал бронзовым призёром, уступив только москвичам Валерию Скворцову и Валентину Гаврилову. Благодаря этому успешному выступлению вошёл в основной состав советской сборной и удостоился права защищать честь страны на чемпионате Европы в Будапеште — в финале прыжков в высоту показал результат 2,06 метра расположившись в итоговом протоколе на пятой строке.
В 1967 году в Ленинграде прыгнул на 2,06 метра, заняв 15-е место в рейтинге сезона в СССР.
В июле 1968 года одержал победу на соревнованиях в Ленинграде, установив свой официально ратифицированный рекорд — 2,12 метра.